# Richard Trappl
Richard Trappl (* 1951 in Wien) ist ein österreichischer Sinologe und außerordentlicher Universitätsprofessor an der Universität Wien.

## Studium und Leben
Richard Trappl studierte 1974/75 in Peking Chinesisch, promovierte und habilitierte sich an der Universität Wien. Seit 1979 lehrt Richard Trappl am Sinologischen Institut (heute: Institut für Ostasienwissenschaften) dieser Universität alte und neue Chinesische Literatur. Er war Leiter des Konfuzius-Instituts an der Universität Wien und hat über 30 Jahre China-Erfahrung, die er als Chinabeauftragter der Universität Wien zur Verfügung stellte. Im Dezember 2024 gab er seinen Rücktritt als Direktor des Konfuzius-Instituts bekannt, Nachfolger wurde Padraig Lysaght.

## Auszeichnungen
Richard Trappl wurde für besondere Verdienste im Rahmen der österreichisch-chinesischen Beziehungen am 3. Oktober 2006 die Arthur-von-Rosthorn-Medaille verliehen. Im Oktober 2011 wurde ihm das Große Ehrenzeichen für Verdienste um die Republik Österreich verliehen. Am 6. Juni 2013 erhielt er mit Gerd Kaminski von Thomas Rabe den John Rabe Award.